# Оризаре
 Вижте пояснителната страница за други населени места с името Оризаре/Оризари.
Оризаре е село в Югоизточна България. То се намира в община Несебър, област Бургас.

## География
Намира се на 19 km от общинския център Несебър и на 34 km от областния център Бургас. През селото минава Бяла река. Тя невинаги е протичала през селото. На топографските карти се вижда нейното естествено корито след село Гюльовца в посока село Порой. Новото корито на реката няма характерните за стари реки наносни брегове. На изхода на селото стръмните ѝ брегове пресичат старо гробище.
Климатът е приятен.

## История
Знае се по предание, че село Оризаре се намира на сегашното си място от около 250 години. Разположено е в Югоизточната част на България, а най-близкия град е Несебър.
Създаването на селото се губи далеч преди освобождаването ни от Османско владичество. Около 1750 г. на сегашното място, където е селото е имало турски чифлик, чийто чорбаджия е бил Кямил бей. Одаята му била в северната част на селото, а харманите и воденицата до река Бяла, която той отбил от старото корито, за да минава през владенията му. Работниците на чифликчията живеели в дървени бараки заедно с няколко български фамилии и може би оттук се обяснява и старото име на селото – Бараклий, което остава до 1934 г.
През 1869 г. е построена църквата „Света Параскева“. Празникът на селото се чества всяка година на 14 октомври, когато църквата почита Света Параскева.
След Освобождението остава само българското население. Селото е било център на община и жителите му бързо се увеличили. Занимавали се със земеделие и животновъдство. Някои от тях по-ентусиазирани, благодарение на водата се опитали да засеят ориз. И така при определяне на новите имена на селата, на село Бараклий е дадено новото име село Оризаре.
До 1934 година името на селото е Бараклии. При избухването на Балканската война в 1912 година един човек от Бараклии е доброволец в Македоно-одринското опълчение.

## Население

### Етнически състав
Преброяване на населението през 2011 г.
Численост и дял на етническите групи според преброяването на населението през 2011 г.:
|                     | Численост |
| Общо                | 1466      |
| Българи             | 892       |
| Турци               | 23        |
| Цигани              | 439       |
| Други               | 15        |
| Не се самоопределят | 75        |
| Неотговорили        | 22        |

## Редовни събития
Празникът на селото е на Света Петка през октомври. Всяка година на тази ден има панаир.

## Личности
- Душана Здравкова (р.1953) – български политик, народен представител за България в Европейския парламент
- Димитър Ф. Арнаудов (1880 – ?), македоно-одрински опълченец, родом от Малко Търново, жител на Бараклии, 1 рота на Лозенградската партизанска дружина, 4 рота на 15 щипска дружина, носител на орден „За храброст“ IV степен[5]